# Втора сирийска република
Втората сирийска република, официално Сирийска република (на арабски: الجمهورية السورية , на френски: al-Jumhūrīyah as-Sūriyyah) от 1950 до 1958 г. и Сирийска арабска република (на арабски: الجمهورية العربية السورية , на френски: -Jumhūrīyah al-ʿArabiyyah as-Sūriyyah) от 1961 до 1963 г., наследява Първата сирийска република, която става де факто независима от френския мандат през април 1946 г. Втората република е основана на сирийската конституция от 1950 г., която е спряна от 1953 г. до 1954 г. под силното ръководство на Адиб Шишакли и по-късно, когато Сирия се присъединява към Република Египет при формирането на Обединената арабска република през 1958 г. Втората република се възобновява, когато Сирия се оттегля от съюза през 1961 г. През 1963 г. сирийската партия Баас идва на власт чрез кървав военен преврат, който полага основите на политическата структура в Сирия до наши дни.
Знамето в зелено, бяло, черно и червено е първото знаме на Сирийската арабска република и с най-кратка употреба: от 1961 до 1963 г. Това е и знамето на сирийската опозиция по време на продължаващата гражданска война в Сирия.

## Предистория

### Мандатна Сирийска република (1930 – 1946)
Проектът за нова конституция е обсъден от Учредителното събрание, избрано през април 1928 г., но тъй като подкрепящият независимостта Национален блок печели мнозинство и настоява за вмъкване на няколко члена, които не запазват прерогативите на мандатната власт, събранието е разпуснато на 9 август 1928 г. На 14 май 1930 г. Сирийската държава е обявена за Република Сирия и новата сирийска конституция е обнародвана от френския Върховен комисар по същото време като конституциите на Голям Ливан, Санджак Александрета, Държава Джабал ал-Друз и Алавитската държава. В тази конституция се споменава и новото знаме: „Сирийското знаме ще бъде съставено по следния начин: дължината ще бъде два пъти височината. То ще съдържа три ленти с еднакъв размер, като горната лента е зелена, средната лента е бяла, а долната лента е черна. Бялата част ще носи три червени звезди на една линия, всяка с по пет точки“.
През декември 1931 г. и януари 1932 г. се провеждат първите избори съгласно новата конституция, съгласно избирателен закон, предвиждащ представителството на религиозните малцинства, както е наложено от член 37 от Конституцията. Националният блок е малцинство в новата Камара на депутатите със само 16 депутати от 70 поради интензивни манипулации на вота от френските власти.  Сред депутатите са и трима членове на Сирийската кюрдска националистическа партия Xoybûn: Халил бей Ибн Ибрахим Паша (провинция Ал- Джазира), Мустафа бей Ибн Шахин (Джарабулус) и Хасан Ауни (Кюрд Даг). По-късно през годината, от 30 март до 6 април, имa допълнителни избори.
През 1933 г. Франция се опитва да наложи договор за независимост в своя полза.  Обещавa постепенна независимост, но запазвa Сирийските планини под френски контрол. Държавният глава на Сирия по това време e френската марионетка Мохамед Али Бей ал-Абид. Яростната опозиция срещу този договор e оглавена от високопоставения националист и парламентарист Хашим ал-Атаси, който призова за 6-десетдневна стачка в знак на протест. Политическата коалиция на Атаси, Националният блок, мобилизира огромна обществена подкрепа за неговия призив. Бунтове и демонстрации бушуват и икономиката е в застой.
След преговори през март с Дамиaн дьо Мартел, френският върховен комисар в Сирия, Хашим ал-Атаси отива в Париж начело на високопоставена делегация на блока. Новото френско правителство, ръководено от Народния фронт, сформирано през юни 1936 г. след изборите през април-май, се съгласява да признае Националния блок като единствените законни представители на сирийския народ и кани ал-Атаси на преговори за независимост. Полученият договор призовава за незабавно признаване на независимостта на Сирия като суверенна република, с пълна еманципация, предоставена постепенно за период от 25 години.
През 1936 г. е подписан френско-сирийският договор за независимост, който няма да бъде ратифициран от френския законодателен орган. Въпреки това договорът позволява на Джабал ал-Друз, на Алавитската държава (сега наричана Латакия ) и на Санджак Александрета да бъдат включени в Сирийската република в рамките на следващите две години. Голям Ливан (сега Ливанска република) е единствената държава, която не се присъединява към Сирийската република. Хашим ал-Атаси, който е министър-председател по време на краткото управление на крал Фейсал I (1918–1920), е първият президент, избран съгласно новата конституция, приета след договора за независимост.
Договорът гарантира включването на автономни по-рано друзки и алавитски региони в Голяма Сирия, но не и на Ливан, с който Франция подписа подобен договор през ноември. Договорът също така обещава ограничаване на френската намеса във вътрешните работи на Сирия, както и намаляване на френските войски, персонал и военни бази в Сирия. В замяна Сирия обещава да подкрепя Франция по време на война, включително използването на нейното въздушно пространство, и да позволи на Франция да поддържа две военни бази на сирийска територия. Включени са и други политически, икономически и културни разпоредби.
Атаси се завръща в Сирия триумфално на 27 септември 1936 г. и е избран за президент на републиката през ноември.
През септември 1938 г. Франция отново отделя сирийския санджак Александрета и го трансформира в Държава Хатай. Държавата Хатай се присъединява към Турция през следващата година чрез избори, които се правят от хората в Хатай. През юни 1939г. Сирия не признава присъединяването на Хатай към Турция и въпросът е спорен и до момента.
Появяващата се заплаха от страна на Адолф Хитлер предизвиква страх да не бъде заобиколен от Нацистка Германия, ако Франция се откаже от колониите си в Близкия Изток. Това, съчетано с продължаващите империалистически наклонности на някои нива на френското правителство, кара Франция да преразгледа обещанията си и да откаже да ратифицира договора. Освен това Франция отстъпва на Турция Санджак Александрета, чиято територия е гарантирана като част от Сирия в договора. Отново избухват бунтове, ал-Атаси подава оставка и сирийската независимост е отложена до края на Втората световна война .
С падането на Франция през 1940 г. по време на Втората световна война Сирия попада под контрола на правителството на Виши, докато британците и свободните французи не нахлуват и не окупират страната през юли 1941 г. Сирия провъзгласява своята независимост отново през 1941 г., но едва на 1 януари 1944 г. е призната за независима република.
През 40-те години Великобритания тайно се застъпва за създаването на Велика сирийска държава, която да осигури преференциален статут на Великобритания по военни, икономически и културни въпроси, в замяна на пълно спиране на еврейските амбиции в Палестина. Франция и Съединените щати се противопоставят на британската хегемония в региона, което в крайна сметка води до създаването на Израел.
На 27 септември 1941 г. Франция провъзгласява, по силата и в рамките на мандата, независимостта и суверенитета на Сирийската държава. В прокламацията се казва, че „независимостта и суверенитетът на Сирия и Ливан няма да повлияят на правната ситуация, както произтича от Закона за мандата. Всъщност тази ситуация може да бъде променена само със съгласието на Съвета на Обществото на нациите, със съгласието на правителството на Съединените щати, страна по Френско-американската конвенция от 4 април 1924 г., и само след сключването между френското правителство и сирийското и ливанското правителство на договори, надлежно ратифицирани в съответствие със законите на Френската република.
Бенкт Бромс каза, че е важно да се отбележи, че има няколко основатели на ООН, чиято държавност е съмнителна по време на конференцията в Сан Франциско и че правителството на Франция все още смята Сирия и Ливан за мандати.
Дънкан Хол каза: „По този начин сирийския мандат може да се каже, че е прекратен без никакви официални действия от страна на Лигата или нейния приемник. Мандатът бе прекратен с декларацията на задължителната власт и на самите нови държави, на тяхната независимост, последвана от процес на частично безусловно признаване от други сили, кулминиращ с официалното приемане в Обединените нации, член 78 от Хартата сложи край на статута на опека за всяка държава-членка: „Системата на попечителство не се прилага за територии, които са. стават членове на Обединените нации, отношенията между които ще се основават на зачитане на принципа на суверенното равенство.“ Така че, когато ООН официално е основан на 24 октомври 1945 г., след ратифицирането на Хартата на Обединените нации от петте постоянни членове, тъй като и Сирия, и Ливан са държави-основателки, френският мандат и за двете е законно прекратен на тази дата и е постигната пълна независимост.
На 29 май 1945 г. Франция бомбардира Дамаск и се опитва да арестува неговите демократично избрани лидери. Докато френските самолети бомбардират Дамаск, министър-председателят Фарис ал-Хури е на учредителната конференция на ООН в Сан Франциско, представяйки искането на Сирия за независимост от френския мандат.
Сирийската независимост е постигната на 24 октомври 1945 г. с признаването на международната общност. Продължаващият натиск от страна на сирийските националистически групи и британският натиск принуждава французите да евакуират последните си войски на 17 април 1946 г. Въпреки че бързото икономическо развитие последва обявяването на независимостта, сирийската политика от независимостта до края на 60-те години е белязана от катаклизми.

### Независимост на Първата сирийска република (1946–1950)
Първите години на независимостта са белязани от политическа нестабилност. От 1946 до 1956 г. Сирия има 20 различни кабинета и изготвя четири отделни конституции.
През 1948 г. Сирия участва в арабско-израелската война с новосъздадената държава Израел . Сирийската армия е изтласкана от израелските райони, но укрепва своите крепости на Голанските възвишения и успява да запази старите си граници, и да окупира някои допълнителни територии. През юли 1949 г. Сирия е последната арабска страна, която подписва споразумение за примирие с Израел.

## История

### Ранни години
На 29 март 1949 г. националното правителство на Сирия е свалено от власт чрез военен преврат, воден от Хусни ал-Заим. Причината за този преврат е срамът, който сирийската армия преживява след арабско-израелската война. Пример за този срам може да се види в това, което ще се нарече скандал „Самнех“ от 1948 г. Според Патрик Сийл президентът Шукри ал-Куватли и неговият нов министър-председател тръгват на обиколка на позициите на предната линия и точките за снабдяване. Говори се, че двамата политици забелязват остра миризма, идваща от полева кухня. На въпросите им е казано, че тя идва от изгаряне на мазнина.  Изпратените за изследване проби разкриват, че мазнината е направена от костни отпадъци. След това Куватли нарежда арестуването на полковник за печалба. След този инцидент полицаите се вбесяват, когато обикновените хора повдигат носовете си към тях, което означава вонята на мазнината за готвене. На 14 август 1949 г. Заим е свален от своя колега Сами ал-Хинави. Няколко месеца по-късно, през декември 1949 г., ал-Хинави е свален от власт от полковник Адиб ал-Шишакли. Последното подкопава гражданското управление и води до пълното завземане на властта от Шишакли през 1951 г. Шишакли продължава да управлява страната до 1954 г., когато нарастващата обществена опозиция го принуждава да подаде оставка и да напусне страната. Националното правителство е възстановено, но отново изправено пред нестабилност, този път идваща от чужбина. След свалянето на президента Шишакли при преврата през февруари 1954 г., продължаващите политически маневри, подкрепяни от конкуриращи се фракции в армията, в крайна сметка водят на власт арабски националистически и социалистически елементи.
По време на Суецката криза от 1956 г., след нахлуването на Синайския полуостров от израелските войски и намесата на британски и френски войски, в Сирия е обявено военно положение. По-късно сирийски и иракски войски са въведени в Йордания, за да предотвратят евентуална израелска инвазия. Атаките срещу иракските тръбопроводи през ноември 1956 г. са като отмъщение за приемането на Ирак в Багдадския пакт. В началото на 1957 г. Ирак съветва Египет и Сирия да не превземат Йордания.
През ноември 1956 г. Сирия подписва пакт със Съветския съюз, осигурявайки опора за комунистическото влияние в правителството в замяна на самолети, танкове и друго военно оборудване, изпратено в Сирия. Това увеличаване на силата на сирийската военна технология разтревожва Турция, тъй като изглежда възможно Сирия да се опита да си върне Искендерун – бивш сирийски град, сега в Турция. От друга страна, Сирия и СССР обвиняват Турция, че струпва войските си на сирийската граница. По време на това противопоставяне комунистите придобиват по-голям контрол над сирийското правителство и армията. Само разгорещените дебати в ООН (на които Сирия е основополагащ член) намаляват заплахата от война.

### Присъединяване към Обединената арабска република
Политическата нестабилност на Сирия през годините след преврата от 1954 г., паралелизмът на сирийската и египетската политика и привлекателността на лидерството на египетския президент Гамал Абдел Насер след Суецката криза създават подкрепа в Сирия за съюз с Египет. На 1 февруари 1958 г. сирийският президент Шукри ал-Куватли и Насер обявяват сливането на двете страни, създавайки Обединената арабска република, и всички сирийски политически партии, както и комунистите в тях, преустановяват откритата си дейност. Сливането е одобрено на референдум през 1958 г.

### 1961–1963
Недоволството от египетското господство в Обединената арабска република кара елементи, които се противопоставят на съюза при Абд ал-Карим ал-Нахлави, да завземат властта на 28 септември 1961 г. Два дни по-късно Сирия се възстановява като Сирийска арабска република. Чести преврати, военни бунтове, граждански безредици и кървави бунтове характеризират 60-те години. Превратът от 8 март 1963 г. води до установяването на Националния съвет на революционното командване (NCRC) – група от военни и цивилни служители, които поемат  контрола върху цялата изпълнителна и законодателна власт. Превземането е организирано от членове на партията Баас, водена от Мишел Афлак и Салах ал-Дин ал-Битар. Новият кабинет е доминиран от членове на Баас; умереният ал-Битар става премиер.